# Jasna (Vorname)
Jasna ist ein weiblicher Vorname.

## Herkunft und Bedeutung
Der Name Jasna leitet sich vom südslawischen jasno „klar“, „eindeutig“, „hell“ ab.

## Verbreitung
Der Name Jasna ist vor allem in Kroatien, Montenegro, Bosnien und Herzegowina, Serbien und Slowenien verbreitet.

## Varianten
Die serbische bzw. mazedonische Variante des Namens lautet Јасна Jasna. Die bulgarische Variante des Namens lautet Ясна Jasna.

## Bekannte Namensträgerinnen
- Jasna Fritzi Bauer (* 1989), schweizerisch-chilenische Schauspielerin
- Jasna Bistrić (* 1966), kroatische Fußballspielerin
- Jasna Boljević (* 1989), montenegrinische Handballspielerin
- Jasna Fazlić (* 1970), jugoslawische und kroatische Tischtennisspielerin
- Jasna Gospić (* 1961), bosnische Sängerin
- Jasna Kolar-Merdan (* 1956), österreichische Handballspielerin und -trainerin
- Jasna Mittler (* 1975), deutsche Schriftstellerin
- Jasna Šekarić (* 1965), serbische Sportschützin
- Jasna Zajček (* 1973), kroatisch-deutsche Journalistin
- Jasna Zorko (* 1975), kroatische Fußballspielerin
- Jasna Đoković (* 1991), montenegrinische Fußballspielerin
- Jasna Đuričić (* 1966), serbische Schauspielerin